# Operation Pheasant
Operation Pheasant (englisch Pheasant ‚Fasan‘), auch als Befreiung von Nordbrabant bekannt, war eine Großoperation zur Vertreibung der Wehrmacht-Truppen aus der Provinz Noord-Brabant in den Niederlanden während der Kämpfe an der Westfront.
Nach dem Scheitern der Operation Market Garden (17. bis 27. September 1944) wollten die Westalliierten den wichtigen Hafen von Antwerpen erobern.
Unter dem Kommando von Generalfeldmarschall Sir Bernard Montgomerys alliierter 21st Army Group griffen die 1. kanadische Armee von General Henry Crerar unter dem vorübergehenden Kommando von Generalleutnant Guy Simonds von Belgien aus und die britische 2. Armee von Generalleutnant Sir Miles Dempsey von Osten aus an.
Die Städte Tilburg, ’s-Hertogenbosch, Roosendaal, Bergen op Zoom, Moerdijk und Breda wurden befreit.
Vom 2. Oktober bis 8. November 1944 fand die Schlacht an der Scheldemündung statt. Sie war erforderlich, weil Geschützstellungen der Wehrmacht auf Walcheren und Zuid-Beveland den Schiffsverkehr im Mündungstrichter der Westerschelde bedrohten.

## Die Situation nach Market Garden
Als sich der Rest der britischen 1st Airborne Division aus Oosterbeek Ende September 1944 zurückziehen musste, versuchten drei alliierte Armeen, von Süden nach Norden in Deutschland einzudringen.
Die 6th Army Group unter dem Kommando des amerikanischen Generalleutnants Jacob L. Devers versuchte von Süden aus dem Elsass einzudringen und wurde vollständig über Marseille und Toulon versorgt.
General Bradleys 12th Army Group bemühte sich mit dem rechten Flügel (General Pattons 3. US-Armee) über die Vogesen und mit dem linken Flügel (General Hodges 1. US-Armee) durch die Region Aachen dem Rhein zu nähern.

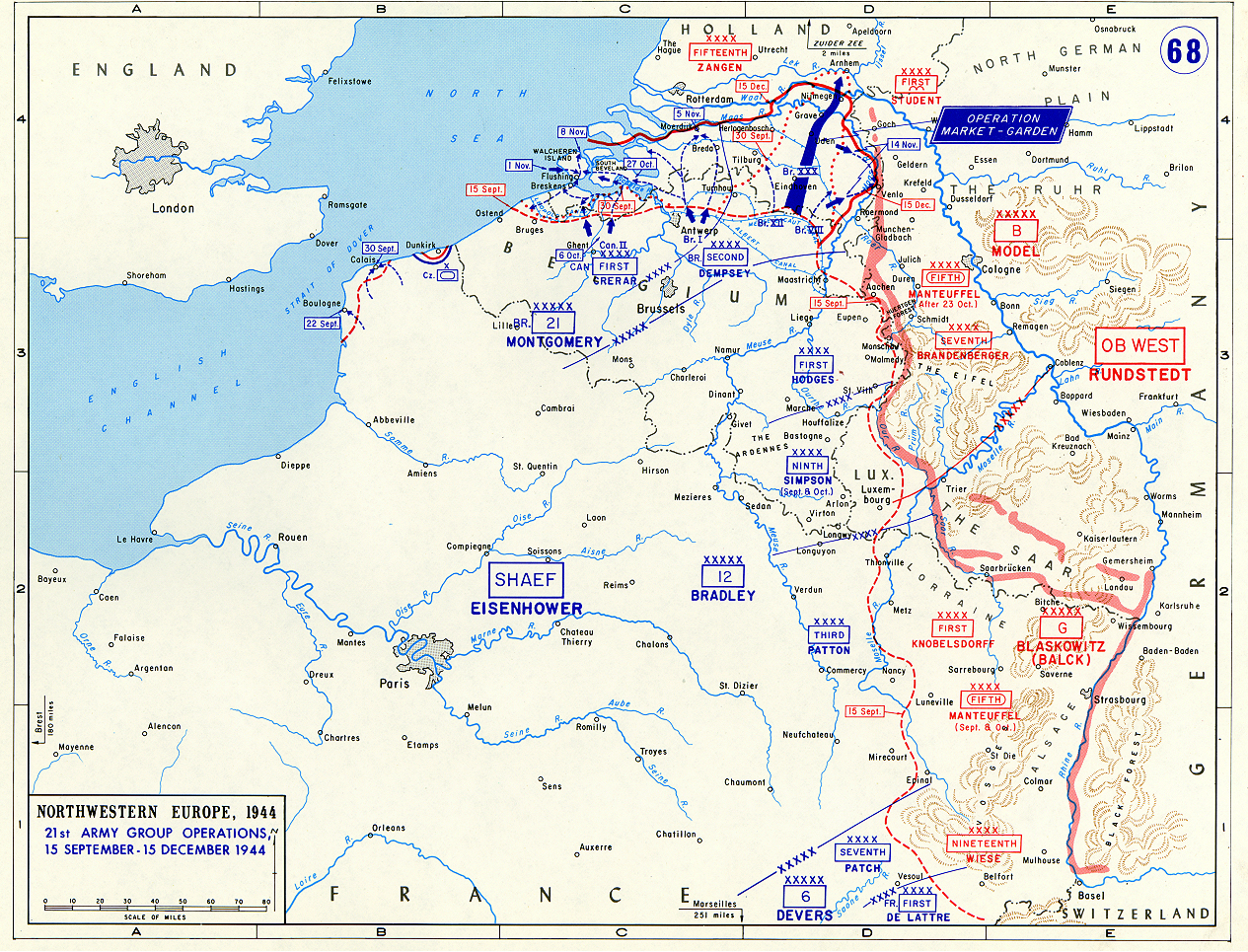
Westfront September bis Dezember 1944

Generalfeldmarschall Montgomerys 21st Army Group saß fest: mit der 1. kanadischen Armee südlich von West-Zeeuws-Vlaanderen sowie nördlich von Antwerpen und mit der britischen 2. Armee in der Region Betuwe. Die 12th und die 21st Army Group wurden beide über die künstlichen Mulberry-Häfen an der Küste der Normandie, über Cherbourg und über einige kleine normannische und bretonische Häfen versorgt. Diese Versorgungslage war schwierig geworden, da die Anfahrwege zu den Truppen weit überdehnt waren und die Fahrzeuge des Red Ball Express einen wirtschaftlichen Transport kaum mehr ermöglichten. Außerdem war das Wetter im Nordosten Frankreichs, Belgiens und der Niederlande in den letzten drei Monaten des Jahres 1944 ausgesprochen ungünstig: übermäßiger Regen, der zu einer Durchnässung des Bodens führte und das Vorankommen der LKW zusätzlich erschwerte.
Durch den hohen Wasserstand der großen und kleinen Flüsse konnte die Deutsche Wehrmacht in bestimmten Frontsektoren neue Gebiete erobern. Dort wurde es für die alliierten Streitkräfte immer schwieriger vorzurücken, zudem das schlechte Wetter auch die Unterstützung der alliierten Luftstreitkräfte einschränkte.

## Planung
Noch nach dem Scheitern von Market Garden war Montgomery der Meinung, dass die britische 2. und die US-amerikanische 1. Armee erfolgreich sein würden, wenn alle anderen Offensivoperationen eingestellt würden, um über den Rhein überzusetzen und dann das Ruhrgebiet einzukesseln. Nachdem Eisenhower am 20. September in einem Brief an Montgomery, Bradley und Devers geschrieben hatte, dass die alliierten Armeen „wenn möglich“ zunächst bis zum Rhein vordringen sollten und gleichzeitig Antwerpen „zum frühestmöglichen Zeitpunkt“ einzunehmen sei, plädierte Montgomery am nächsten Tag dafür, alle Armeen südlich der Ardennen zu stoppen.
In einem weiteren Brief von Eisenhower an Montgomery hieß es:

„Wenn wir Antwerpen nicht bis Mitte November eingenommen haben, kommt der gesamte Betrieb zum Erliegen. Ich muss betonen, dass ich Antwerpen von allen unseren Operationen an unserer gesamten Front von der Schweiz bis zum Ärmelkanal für die wichtigste halte.“

Generalfeldmarschall Montgomery hielt am 16. Oktober 1944 eine Konferenz mit seinen Armeekommandeuren ab und erließ eine neue Direktive. Diese gab den Operationen zur Befreiung von Antwerpen vollkommene Priorität vor allen anderen Offensivoperationen der 21st Army Group. Zudem sah sie vor, die komplett verfügbare Offensivkraft der britischen 2. Armee darauf zu vereinen.
Die Planung lief darauf hinaus, dass, während zu Beginn der Scheldeoperationen der rechte Flügel der 1. kanadischen Armee auf einer von der Schelde abweichenden Achse nach Nordosten gerichtet war, um die Zweite Britische Armee zu unterstützen, jetzt die Zweite Britische Armee auf einer nordwestlichen Achse geleitet werden sollte. General Dempsey sollte den rechten Sektor der Linie der kanadischen Armee übernehmen und nach Westen vordringen.
Sobald die neuen Befehle in Kraft traten, änderte sich die Situation nördlich von Antwerpen. Die 4. kanadische Panzerdivision, von der ein Teil bereits an die rechte Flanke der 2. kanadischen Infanteriedivision gebracht worden war, sollte nun unter dem britischen I. Korps hindurchgehen, um als erste gegen die Deutschen eingesetzt zu werden, deren Formationen der 2. Division gegenüberstanden. Am 17. Oktober schloss die 4. Division ihre Konzentration nordöstlich von Antwerpen ab. Sie kam um Mitternacht unter das I. Korps.

## Der Vormarsch
Um 7:30 Uhr am Morgen des 20. Oktober marschierte Generalmajor Harry Wickwire Foster mit seiner Division in Richtung Esschen. Bergen op Zoom war das weitere Ziel. Der Vormarsch würde die Flanke der 2. Division freimachen und den Weg für den Angriff der 2. Armee auf die Maas vorbereiten, der kurz darauf beginnen sollte und von dem man hoffte, dass er die 15. deutsche Armee südlich des Flusses treffen würde. Esschen fiel am Morgen des 22. Oktober an die 10. Kanadische Infanterie-Brigade. Danach verstärkte sich der deutsche Widerstand um einen Fluchtweg für ihre Truppen um Woensdrecht offen zu halten. Die 4. kanadische Panzerbrigade, die von Esschen nach Nordwesten vordrang, wurde bei der Wouwsche Plantage aufgehalten und eroberte den Ort mit der Unterstützung durch die 10. Brigade erst am Morgen des 26. Oktober. Am folgenden Tag konnte der Widerstand des deutschen Fallschirmjägerregiments 6 überwunden und Bergen op Zoom eingenommen werden. Im Osten näherte sich die 49. Division Roosendaal; und die 104. US-Infanteriedivision hatte Zundert erobert. Weiter östlich, an der äußersten rechten Flanke des I. Korps, eroberte die polnische 1. Panzerdivision unter dem Befehl von General Stanisław Maczek am 29. Oktober das historische Breda.

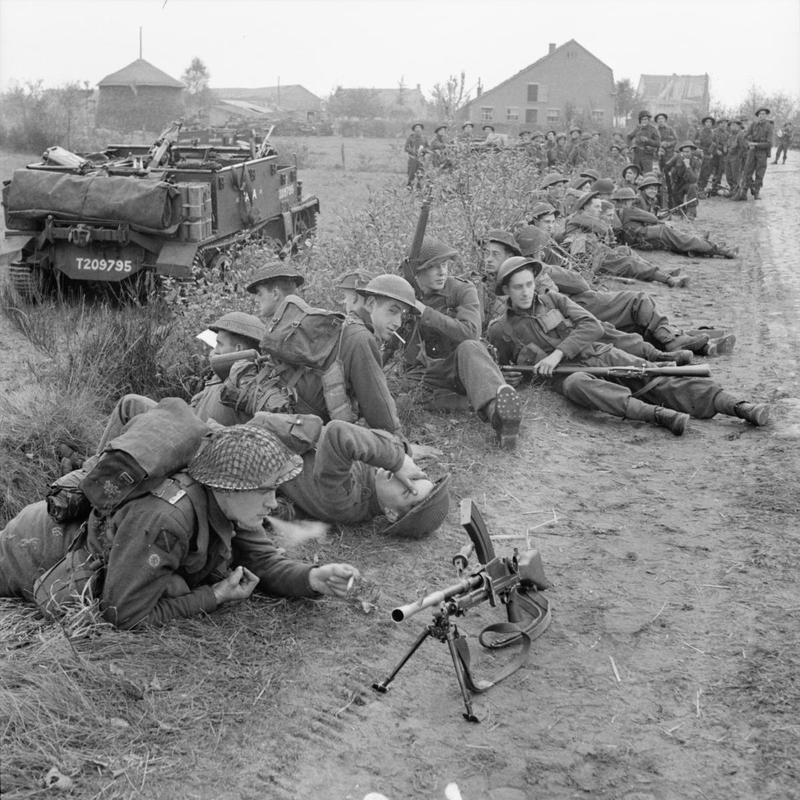
Infanterie und Fahrzeuge des 8th Battalion Royal Scots während des Angriffs der 15th (Scottish) Infantry Division auf Tilburg bei einer Pause

Die 2. Armee hatte am 22. Oktober ihren Angriff auf 's-Hertogenbosch und Tilburg begonnen und stetig Fortschritte erzielt. Das 12. Korps marschierte am 24. Oktober in 's-Hertogenbosch ein und räumte am 28. Tilburg. Trotz starkem deutschen Widerstand war Raamsdonk Ende Oktober eingenommen worden und das Gebiet unterhalb der Maas war weitgehend befreit.
Die 2nd Tactical Air Force griff unterdessen mit mittleren Bombern, Supermarine Spitfire und Hawker Typhoon die Brücken über die Maas bei Hedel und Moerdijk, sowie das Hauptquartier der 15. deutschen Armee in Dordrecht an.
Da die 15. Armee mittlerweile ihre letzten Reserven einsetzte, beschlossen Generalfeldmarschall Walter Model und Generalfeldmarschall Gerd von Rundstedt am 25. Oktober einem Angriff gegen die östliche Flanke der britischen Streitkräfte, der zwei Tage später aus Richtung Venlo gestartet werden sollte.

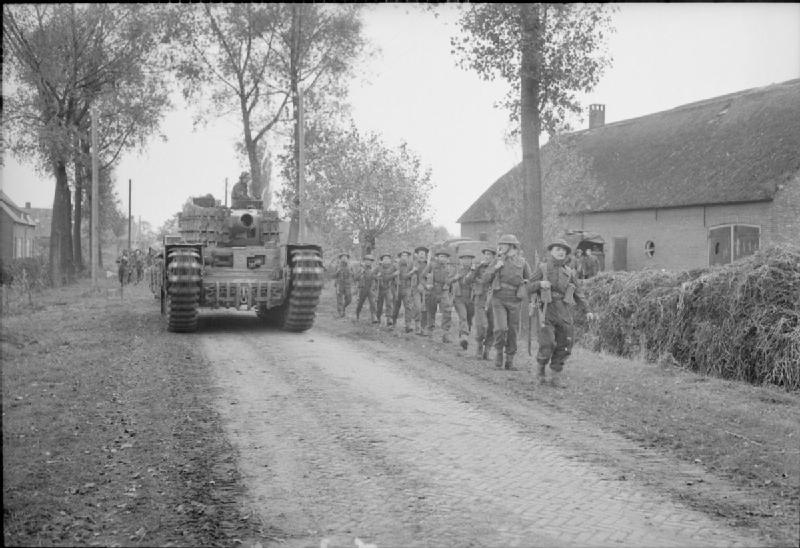
Britische Infanterie und Churchill-Panzer rücken auf 's-Hertogenbosch vor

Die Briten benötigten zwei Tage mit heftigen Haus-zu-Haus-Kämpfen um die Deutschen aus 's-Hertogenbosch zu vertreiben und das Wasserstraßennetz, einschließlich des Flusses Dommel und des Afwaterings- und des Süd-Willemskanals, zu überbrücken. Die 53. Division schlug am 27. Oktober einen kleinen deutschen Gegenangriff am westlichen Stadtrand von 's-Hertogenbosch zurück und der deutsche Widerstand in der Stadt endete mit der Kapitulation des Garnisonskommandanten.
Ebenfalls am frühen 27. Oktober starteten die Deutschen mit der 9. Panzer-Division und der 15. Panzergrenadier-Division einen Angriff auf das VIII. Korps bei Meijel. Sie drangen tief in die Außenposten der 7. US-Panzerdivision unter Generalmajor Lindsay McDonald Silvester (ab 2. November Generalmajor Robert W. Hasbrouck) ein. Bis zum 29. Oktober hatten sie eine Durchdringung von etwa 9,6 km erreicht. Hinter dem Rücken der Deutschen war bis zum Abend dieses Tages die 15. Division mit der 6. Garde-Panzerbrigade von Tilburg abgezogen worden und sammelte sich hinter der US-Panzerdivision. Am folgenden Tag begann der Angriff auf die deutschen Streitkräfte, die in der Nacht vom 31. Oktober auf den 1. November die 15. Panzergrenadier-Division zurückzogen. Schlamm und das Vorhandensein von Minen ermöglichten es der 9. Panzer-Division den Vormarsch des VIII. Korps zu verzögern. Am 8. November war Meijel immer noch in deutscher Hand, obwohl die 9. Panzer-Division wieder in die Reserve abgezogen worden war.
Die 7. US-Panzerdivision kehrte an diesem Tag unter das Kommando von Generalleutnant Omar N. Bradleys 12th Army Group zurück, aber bis dahin waren die meisten der 53. und 51. Division nach Abschluss ihrer Aufgaben an die Maas verlegt worden, um die Deutsche über die untere Maas zurückzudrängen.
Das kanadische I. Korps hatte sich währenddessen im Küstengebiet weiter nach Norden vorgekämpft und die polnische 1. Panzerdivision hatte am 27. Oktober einen flankierenden Angriff auf Breda gestartet, nachdem sie die Straße von Tilburg abgeschnitten hatte. Die kanadische 2. Panzerbrigade hatte sich Breda bis auf wenige Kilometer genähert und die 104. US-Division hatte Zundert nach schwerem Kampf erobert. Den Polen gelang die Vertreibung der Deutschen aus Breda zwei Tage später und die kanadische 4. Panzerdivision nahm Bergen-op-Zoom nach einem dreitägigen Kampf ein. Es vergingen jedoch mehrere Tage, bis das gesamte kanadische I. Korps entlang der Linie zwischen Breda und Bergen-op-Zoom über Roosendaal nach Norden queren konnte.
Generalfeldmarschall von Rundstedt empfahl am Morgen des 29. Oktober erneut nachdrücklich, dass die 15. Armee ermächtigt werden sollte, sich über die Linie des Waal nach Norden zurückzuziehen. Hitler war allerdings gegenteiliger Meinung und befahl, dass sie im Gebiet südlich der Maas unbedingt ihre Stellung halten solle, aber Formationen und Einheiten, die eindeutig von Zerstörung bedroht waren, in große Brückenköpfe zurückfallen könnten, die dann um jeden Preis gehalten werden mussten.
Später am selben Tag bat von Rundstedt um neue Befehle, da die Situation der 15. Armee sich weiter verschlechterte. Allerdings wiederholte Hitler lediglich seine Forderung nach einem langsamen Rückzug und großen zu haltenden Brückenköpfen. Lediglich eine größere Verstärkung der 15. Armee wurde versprochen. Zudem erging ein operativ bedeutsamer Befehl, dass Generaloberst Kurt Student, Kommandeur der 1. Fallschirm-Armee auf der linken Seite der 15. Armee, am selben Tag ab 24:00 Uhr das Kommando über alle deutschen Streitkräfte im Nordwesten der Niederlande übernehmen sollte. Dies war der erste konkrete Schritt zur Befriedigung von Rundstedts Vorschlag von vierzehn Tagen zuvor, drei Heeresgruppen an der Westfront zu stationieren. Die Heeresgruppe H unter Student wurde am 11. November offiziell gegründet.
Da zwischenzeitlich die deutsche Front entlang der Linie zwischen Bergen-op-Zoom und 's-Hertogenbosch über Breda bereits gebrochen worden war, genehmigte von Rundstedt einen Rückzug auf die Linie des Flusses Mark und des Mark-Kanals um sicherzustellen, dass die 15. Armee im Gebiet südlich der Maas nicht vernichtet wurde.

## Gedenken

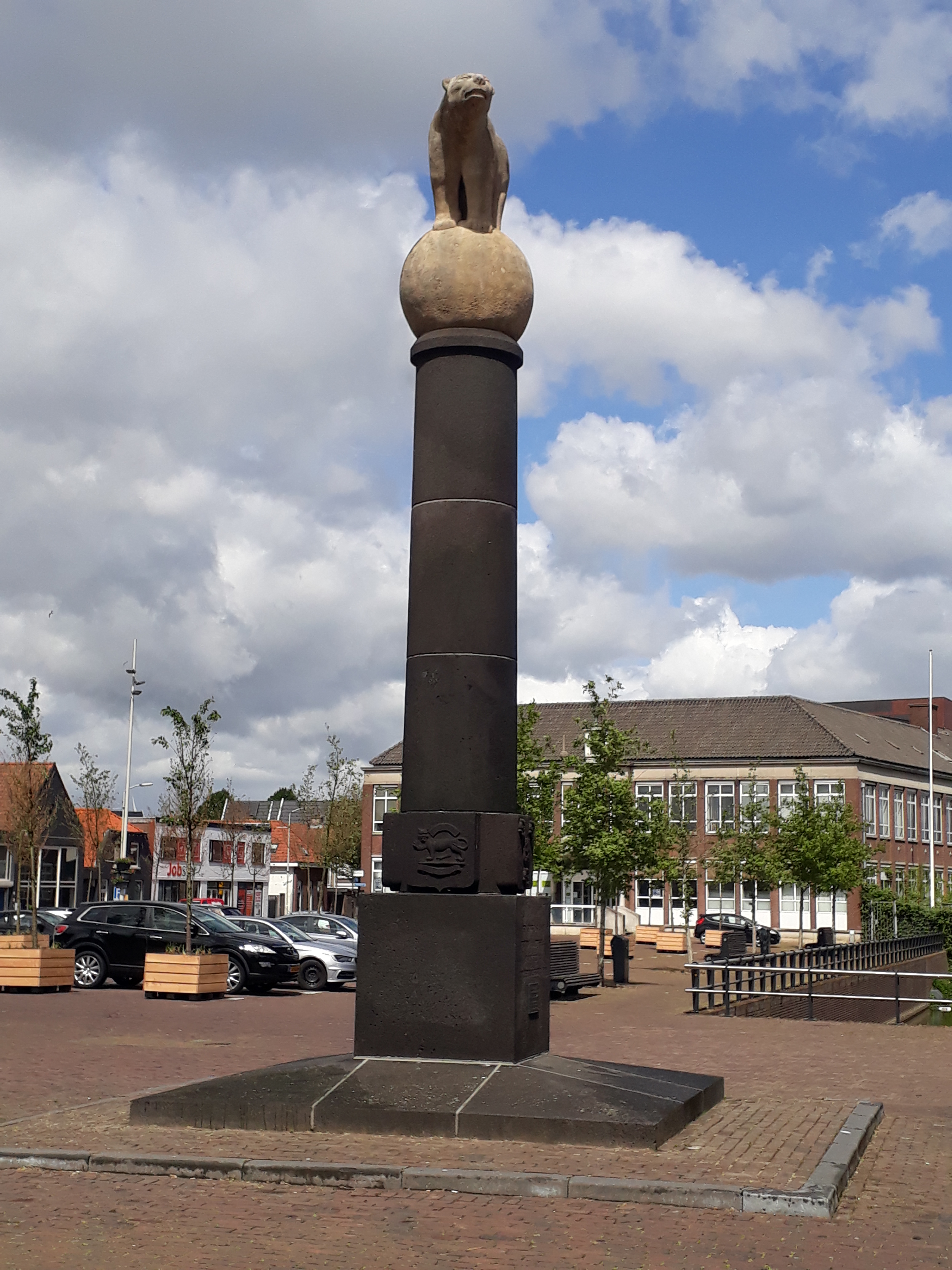
Denkmal für die 49th 'Polar Bear' Division in Roosendaal
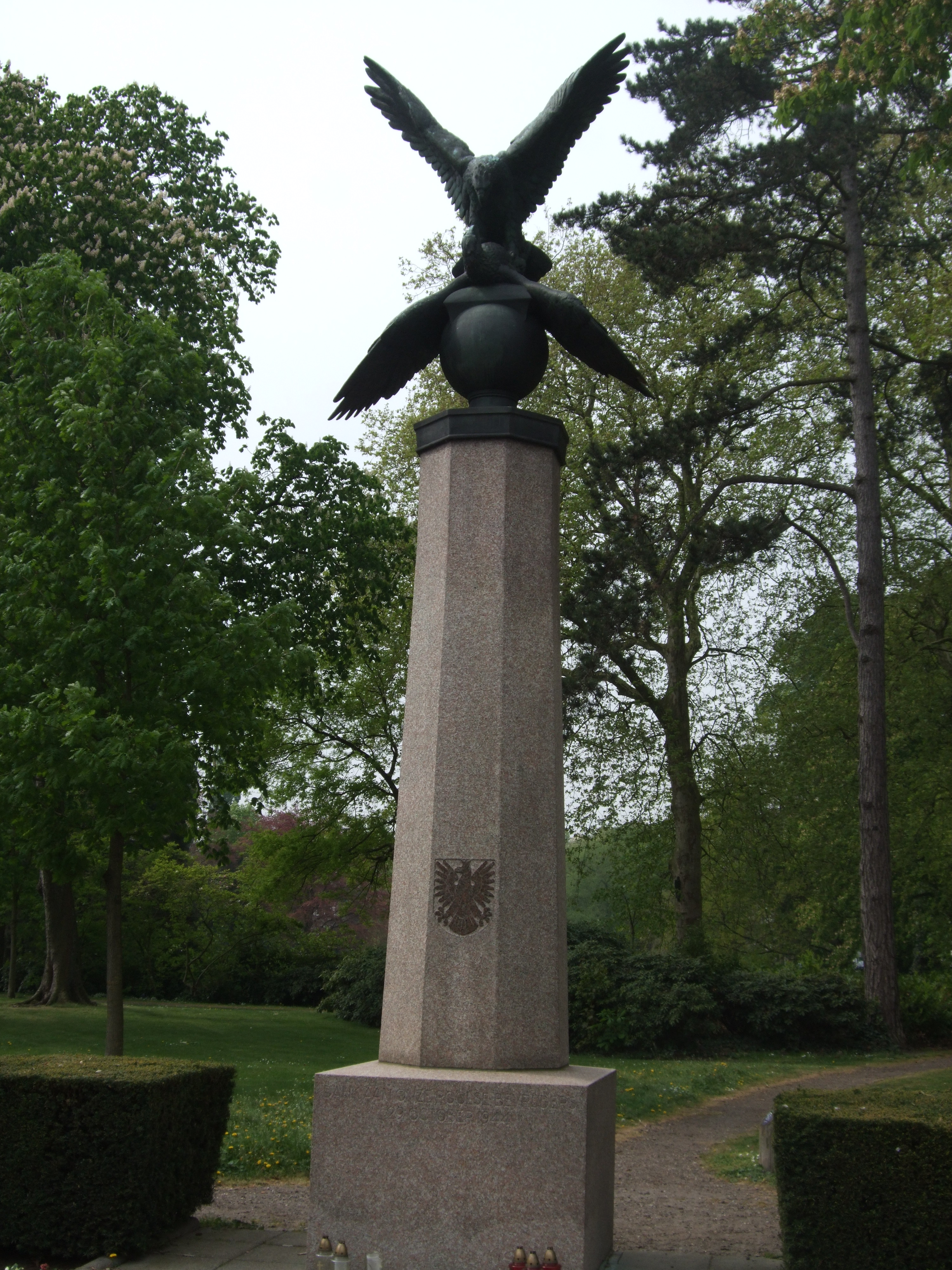
Denkmal für die 1 Dywizja Pancerna in Breda
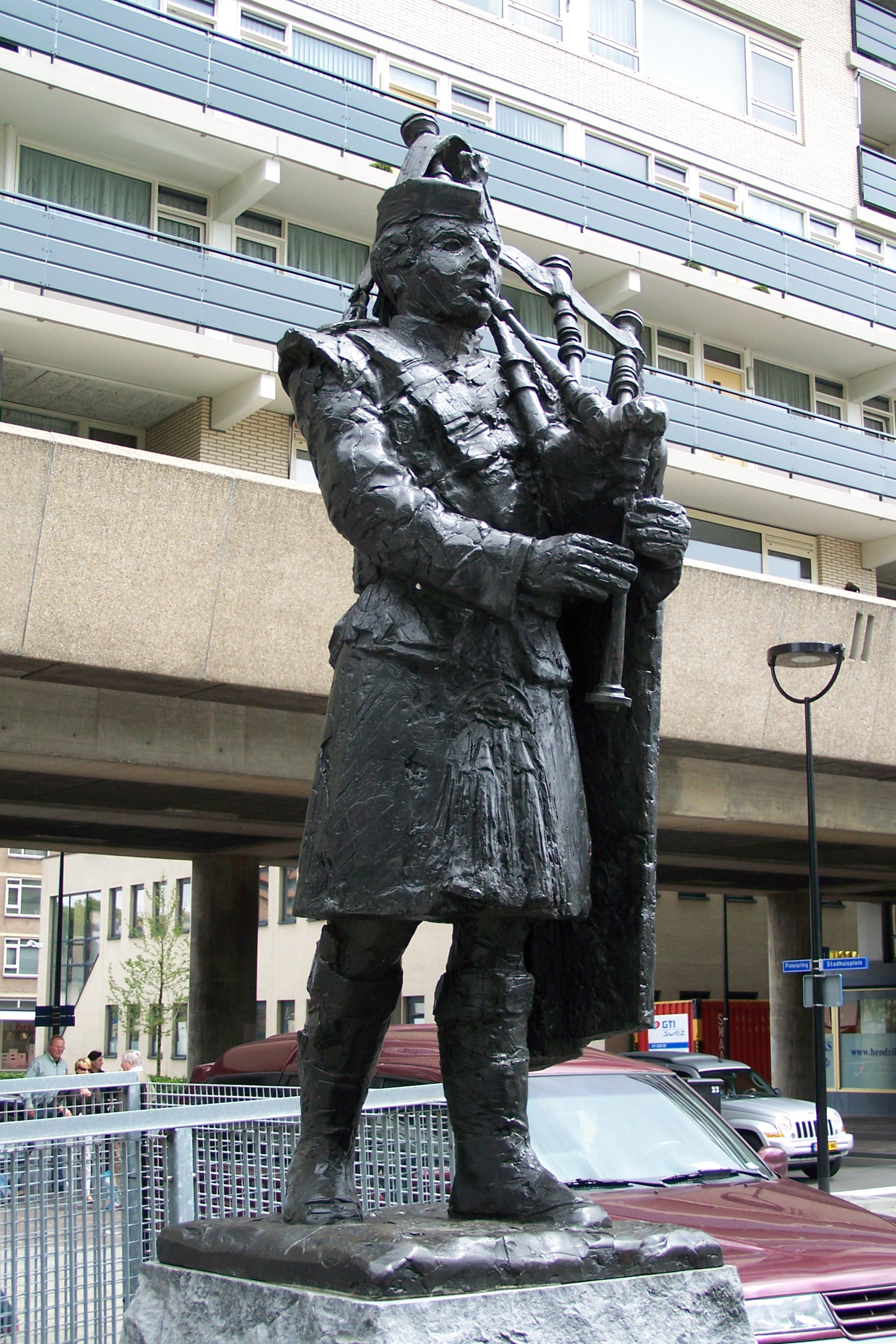
Denkmal der 15th (Scottish) Division in Tilburg
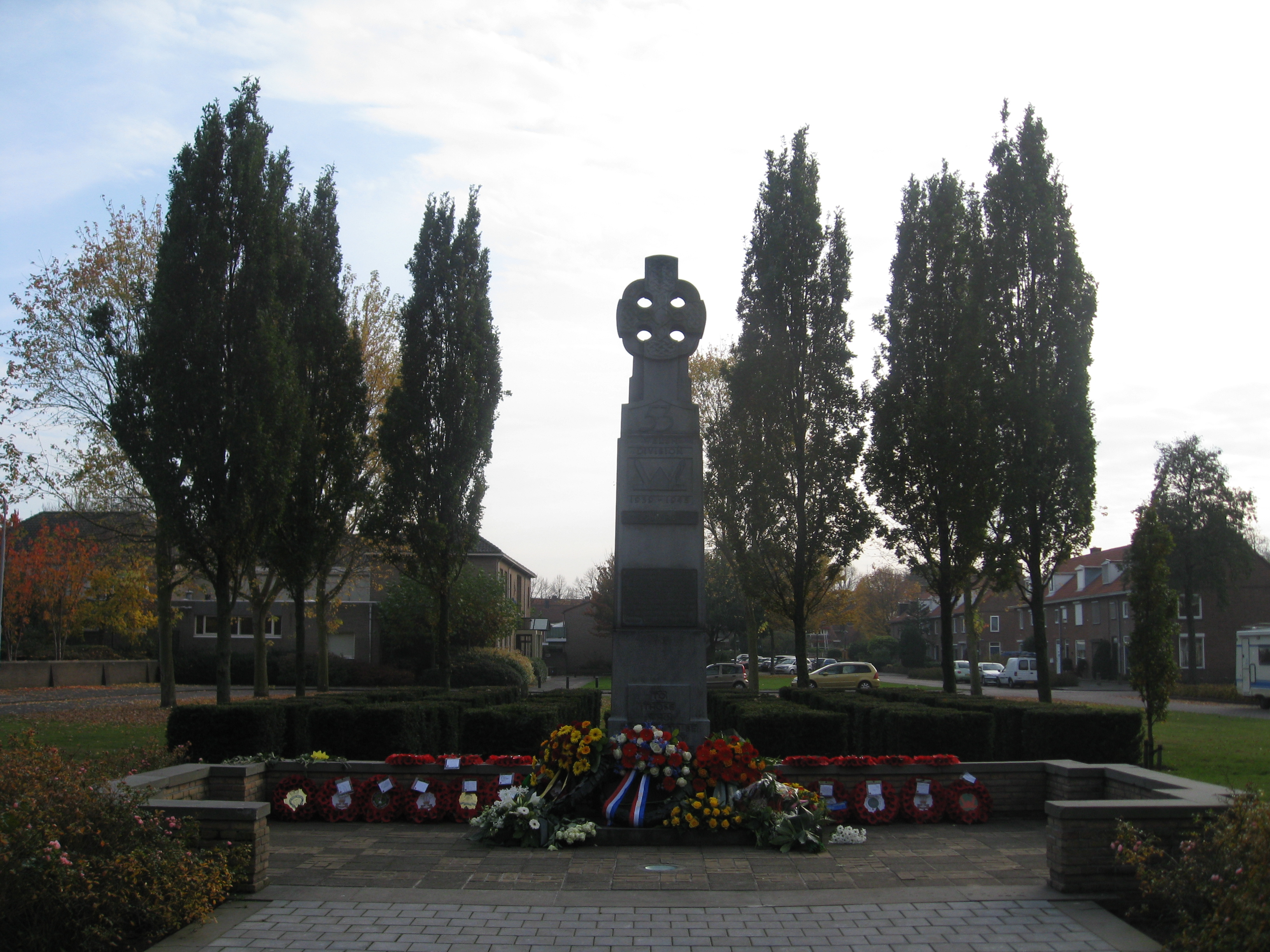
Denkmal für die 53rd (Welsh) Division in ‘s-Hertogenbosch
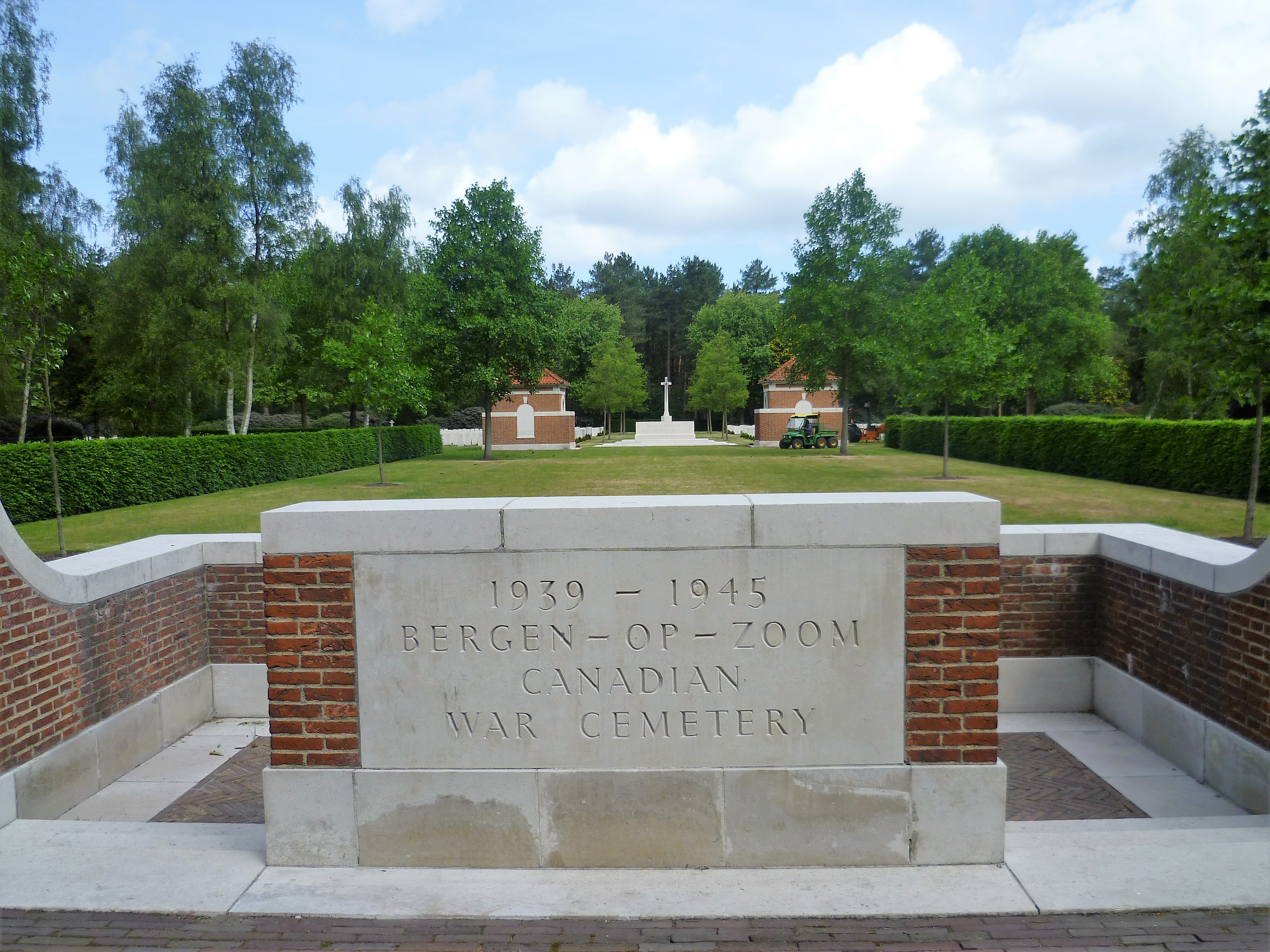
Kanadischer Soldatenfriedhof in Bergen op Zoom (Commonwealth War Graves Commission)